# 데칼코마니
데칼코마니(프랑스어: décalcomanie, 영어: decalcomania)는 장식 기법 중 하나로, 도자기 혹은 기타 물건 등에 판화 혹은 미술 작품을 옮기는 것을 말한다. 1750년 영국에서 최초로 발명되었으며, 프랑스에서 최초로 데칼코마니(프랑스어: décalcomanie)라는 용어를 사용하였다.
1936년 스페인의 초현실주의 화가 오스카 도밍게즈(스페인어: Oscar M. Domínguez)가 종이 위에 구아슈(gouache) 기법으로 그림물감을 바르고 그것을 두 겹으로 접거나 다른 종이를 그 위에 겹쳐 압착했다가 떼어내는 방식으로 효과를 나타내기 위해 사용했다.

## 기원

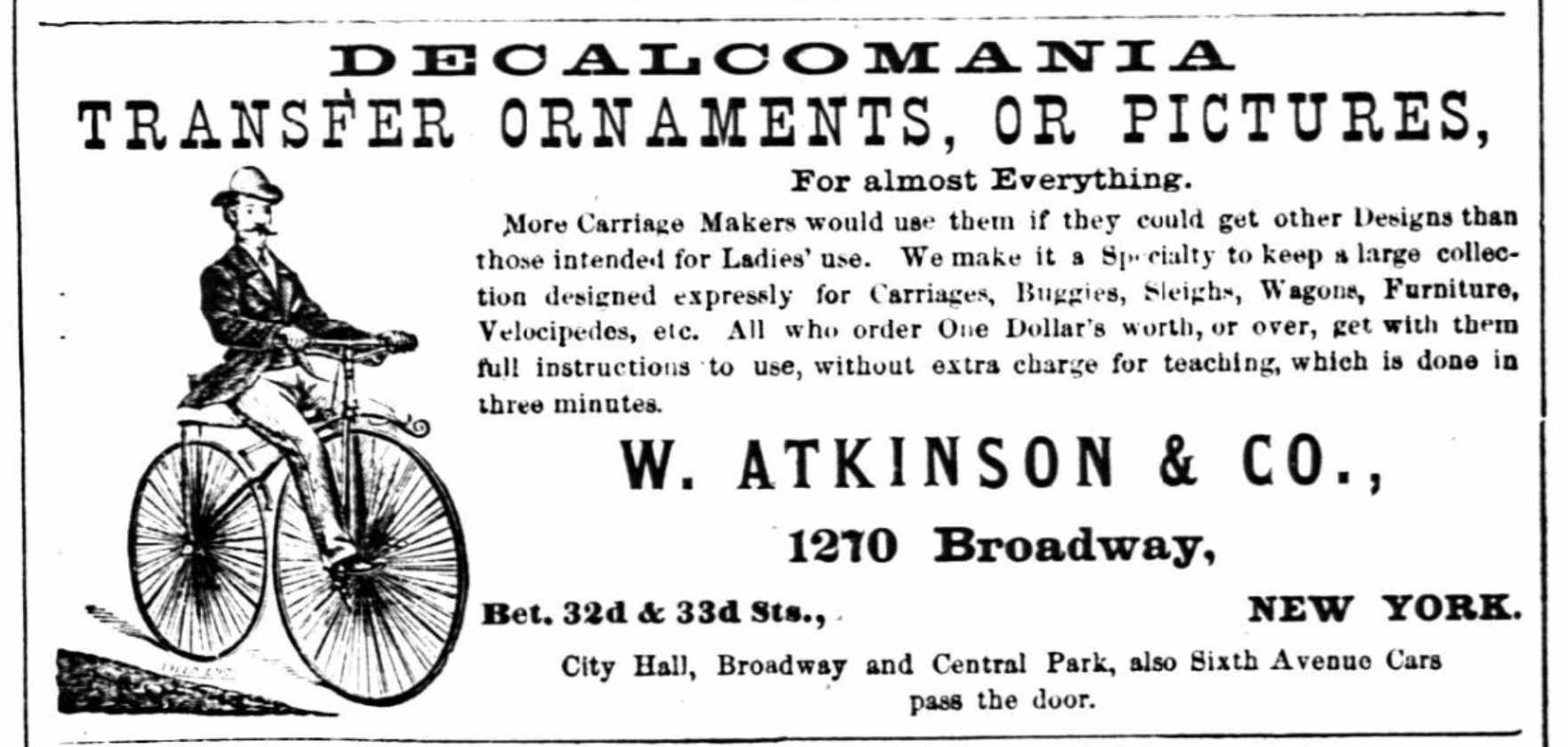
1870년 뉴욕시 디렉터리의 데칼코마니 프로세스 광고

데칼코마니는 1750년 즈음 잉글랜드에서 발명되었으며 적어도 1865년 초에 미국에 수입되었다. 발명은 시몽 프랑수아 라브네가 한 것으로 간주된다.

## 블롯 드로잉
블롯드로잉(blot drawing)은 미술에서 물감을 이용하여 우연하게 생긴 흔적이나 얼룩을 만드는 기법이다. 코젠스(Cozens, A.)가 제시한 기법으로, 오늘날에는 회화 기법으로 뿐만 아니라 심리학 분야에서도 많이 응용되고 있다.

## 같이 보기
- 리좀